# Lithraea caustica
Arbre-litre, Litre
«  Litre (plante) » redirige ici. Pour les autres significations, voir Litre (homonymie).
Espèce
Lithraea caustica, l'Arbre-litre ou simplement le Litre, est une espèce de plantes à fleurs de la famille des Anacardiacées, originaire du Chili central.